# آن لويلي
آن لويلي (مواليد 1958 في باريس) هي فيزيائية فرنسية وأستاذة في الفيزياء الذرية في جامعة لوند في السويد.
تابعت لولييه تعليمها أولاً وحصلت على درجة الماجستير في العلوم في الفيزياء النظرية والرياضيات، لكنها تحولت للحصول على درجة الدكتوراه إلى الفيزياء التجريبية في مركز الأبحاث النووية الفرنسي التابع لهيئة الطاقة الذرية والبديلة الفرنسية في مركز ساكلاي للأبحاث النووية. كانت أطروحتها حول التأين المتعدد في مجالات الليزر عالية الكثافة.
حازت على جائزة نوبل في الفيزياء مشاركة مع فيرينس كراوس وبيير أغوستيني لعام 2023  عن"الطرق التجريبية التي تولد نبضات ضوئية في الأتوثانية لدراسة ديناميكيات الإلكترون في المادة"